# Neverlove
Neverlove — российская рок-группа из Москвы, ставшая популярной благодаря платформе TikTok. Свой стиль группа характеризует как «лав-метал» и «sexmetal», а также «глэм-метал». По состоянию на март 2025 года дискография артистов включает в себя 12 студийных альбомов, 2 мини-альбома, 4 акустических альбома, 1 кавер-альбом и 44 сингла.

## История
История группы начинается в 2019 году. До этого участники копили материал и занимались собственными проектами. В марте 2020 состоялся выход дебютного сингла группы «Иногда». Благодаря TikTok группа быстро стала популярной. По словам лидера группы Ярослава Степанова, на творчество большое влияние оказала группа HIM.
Тогда же в 2020 году вышли два первых альбома — «Мечты о любви и смерти» и «Реклаврок». В последнем из них, треки «Тяночка» и «Педовка» стали одними из самых популярных у группы.
В 2021 году вышли альбомы «Лавметал, который вы заслужили», «Рок-н-ролл простит мне все» и Sexmetal. С альбома Sexmetal, вышедшего 15 октября, творчество группы становится более серьёзным.
18 марта 2022 года вышел «Токсичный альбом». 1 июля того же года состоялся релиз дебютного мини-альбома «Звуки сексуса».
17 марта 2023 года вышел новый альбом «Добро пожаловать на бал», в записи которого также приняли участие Гарри Топор, Тони Раут, 20Tokens, Booker, Братишкин, Sagath и Amatory. Также в августе 2023 года вышел совместный трек с группой Stigmata — «Антигерой». Он вошёл в одноимённый альбом.
1 марта 2024 года состоялся выход альбома Next Level. Всего в пластинку вошло 10 композиций, включая один ускоренный ремикс. Гостями на альбоме выступили рэперы Ганвест, Гарри Топор и певица Ai Mori.
29 апреля группа сообщила о отмене концерта в Москве. По их словам, «концерт отменился не сам собой, концерт отменили уполномоченные органы из-за недоразумения и дискоммуникации возникшей вокруг песни „Инструктор из НАТО“». В начале мая трек и клип пропали со всех площадок. Вместе с тем, цензуре подверглись песни «Розовое вино 3» и «Альтушка». Заодно с песней «Инструктор из НАТО», был удален и трек «Кладмен» с того же альбома.
25 июня была анонсирована новая, 4 часть акустического проекта «Анплагд» и тур по 11 городам России в его поддержку.
19 июля состоялся выход макси-сингла «Анплагд, Ч. 4».
27 сентября 2024 года состоялся выход альбома Guilty Pleasure.
25 ноября 2024 состоялся выход сингла «В туалете клуба».
31 января 2025 вышел двенадцатый студийный альбом группы Nu Glam.
В марте 2025 вышел альбом каверов Sexmetal Covers 1.0.

## Стиль
Группа исполняет сатирические треки — один из таких был написан про «милфхантера» — молодого человека, который интересуется женщинами старше себя. Трек стал широко известен благодаря TikTok, в котором фронтмен группы активно публиковал видеоролики с отрывками трека.
Последующее творчество коллектива, выпущенное в 2022 году, а именно: альбомы «Звуки сексуса» и «Анплагд, Ч. 1», были высоко оценены российским музыкальным критиком Алексеем Мажаевым — на 7 и 6 звёзд из 10 соответственно. Песни из «Звуков сексуса» он назвал «чересчур реалистичными» по меркам русского рока, а для «руславметала» он назвал Neverlove законодателями моды. После выпуска «Анплагд, Ч. 1» Мажаев отметил, что группа успешно заняла ту нишу, которую остальные в России стеснялись занимать многие годы: задорный глэм-метал с текстами о сексе.

## Состав группы

### Текущие участники
- Ярослав Степанов — вокал, бас-гитара (2020—н.в.)
- Илья Якименко — гитара, акустическая гитара (2020—н.в.)
- Павел Новосельский — ударные (2020—н.в.)
- Артем Шустер — гитара, бэк-вокал, акустическая гитара (2020—н.в.)

### Сессионные участники
- Александр Сорокин — перкуссия (2023—н.в.)

### Технический и административный персонал
- Дмитрий Сидней — директор, тур-менеджер (2020—н.в.)
- Александр Маслобойщиков — звукоинженер (2021—н.в.)

### Бывшие участники
- Андрей Вил — бэк-вокал (2023), видеограф (2020—2023)
- Дмитрий Афонин — бас-гитара (2020—2022)
- Александр Ильин — ударные (2020)

## Дискография

### Студийные альбомы
| Название                         | Год  |
| -------------------------------- | ---- |
| «Мечты о любви и смерти»         | 2020 |
| «Реклаврок»                      | 2020 |
| «Лавметал, который вы заслужили» | 2021 |
| «Рок-н-ролл простит мне всё»     | 2021 |
| Sexmetal                         | 2021 |
| «Токсичный альбом»               | 2022 |
| «Элиофия»                        | 2022 |
| «Добро пожаловать на бал»        | 2023 |
| Antihero                         | 2023 |
| Next Level                       | 2024 |
| Guilty Pleasure                  | 2024 |
| Nu Glam                          | 2025 |

### Мини-альбомы
| Название        | Год  |
| --------------- | ---- |
| Le Cringe Total | 2021 |
| «Звуки сексуса» | 2022 |

### Акустические альбомы
| Название        | Год  |
| --------------- | ---- |
| «Анплагд, Ч. 1» | 2022 |
| «Анплагд, Ч. 2» | 2023 |
| «Анплагд, Ч. 3» | 2023 |
| «Анплагд, Ч. 4» | 2024 |

### Кавер альбомы
| Название            | Год  |
| ------------------- | ---- |
| Sexmetal Covers 1.0 | 2025 |

### Синглы
| №  | Название                                     | Год  | Альбом                           |
| -- | -------------------------------------------- | ---- | -------------------------------- |
| 1  | «Иногда»                                     | 2020 | «Мечты о любви и смерти»         |
| 2  | «Рассвет»                                    | 2020 | «Мечты о любви и смерти»         |
| 3  | «Не обижу»                                   | 2020 | «Мечты о любви и смерти»         |
| 4  | «Китайка»                                    | 2020 | Внеальбомный сингл               |
| 5  | «Фотки»                                      | 2020 | «Токсичный альбом»               |
| 6  | «Больше жира»                                | 2021 | «Лавметал, который вы заслужили» |
| 7  | «Поцелуи»                                    | 2021 | «Лавметал, который вы заслужили» |
| 8  | «Küssen»                                     | 2021 | Внеальбомный сингл               |
| 9  | «Период»                                     | 2021 | «Рок-н-ролл простит мне всё»     |
| 10 | «Девочка-Кенгуру»                            | 2021 | «Рок-н-ролл простит мне всё»     |
| 11 | «Ohne Gummi»                                 | 2021 | Внеальбомный сингл               |
| 12 | «Лисий-Кисий»                                | 2021 | Sexmetal                         |
| 13 | «I Wanna Be Your Slave»                      | 2021 | Sexmetal Covers 1.0              |
| 14 | «Электронка»                                 | 2021 | Sexmetal                         |
| 15 | «Неправильно»                                | 2021 | Sexmetal                         |
| 16 | «Лолихантер» (при уч. Братишкина)            | 2021 | Внеальбомный сингл               |
| 17 | «Sugar Daddy»                                | 2022 | «Добро пожаловать на бал»        |
| 18 | «Уходи»                                      | 2022 | «Токсичный альбом»               |
| 19 | «Депрессия»                                  | 2022 | «Токсичный альбом»               |
| 20 | «Варграция»                                  | 2022 | «Элиофия»                        |
| 21 | «Гормоны»                                    | 2022 | «Элиофия»                        |
| 22 | «Дай мне уйти»                               | 2022 | «Элиофия»                        |
| 23 | «Разобранная»                                | 2022 | «Элиофия»                        |
| 24 | «WW3»                                        | 2022 | «Добро пожаловать на бал»        |
| 25 | «Голландский штурвал»                        | 2022 | Внеальбомный сингл               |
| 26 | «Анестезия» (при уч. Amatory)                | 2022 | «Добро пожаловать на бал»        |
| 27 | «Оставаться счастливо»                       | 2023 | Antihero                         |
| 28 | «Антигерой» (при уч. Stigmata)               | 2023 | Antihero                         |
| 29 | «Slayer»                                     | 2023 | Next level                       |
| 30 | «Волшебник»                                  | 2023 | Next level                       |
| 31 | «Твоё тело» (при уч. Ганвеста)               | 2024 | Next level                       |
| 32 | «Добро пожаловать в эскорт»                  | 2024 | Next level                       |
| 33 | «Законодатель»                               | 2024 | Next level                       |
| 34 | «Альтушка»                                   | 2024 | Next level                       |
| 35 | «Отец»                                       | 2024 | Внеальбомный сингл               |
| 36 | «Эй, сатана, убирайся вон»                   | 2024 | Guilty pleasure                  |
| 37 | «Гинеколог»                                  | 2024 | Внеальбомный сингл               |
| 38 | «Взглядом убей»                              | 2024 | Guilty pleasure                  |
| 39 | «Бум бум бум» (при. уч Фроси)                | 2024 | Guilty pleasure                  |
| 40 | «В ротик или на животик»                     | 2024 | Guilty pleasure                  |
| 41 | «Секретарша»                                 | 2024 | Nu Glam                          |
| 42 | «В туалете клуба»                            | 2024 | Nu Glam                          |
| 43 | «Красиво» (при уч. Hoffmanita)               | 2024 | Nu Glam                          |
| 44 | «Slay» (при уч. b3brina)                     | 2024 | Nu Glam                          |
| 45 | «Жизнь одна»                                 | 2025 | Внеальбомный сингл               |
| 46 | «Никто не хочет содержать» (при уч. Vantala) | 2025 | Внеальбомный сингл               |
| 47 | «Кунимэн»                                    | 2025 | Внеальбомный сингл               |

### Sexmetal Covers 1.0Гостевое участие
| Песня      | Исполнитель | Альбом             | Тип релиза | Год  |
| ---------- | ----------- | ------------------ | ---------- | ---- |
| «Щекастые» | 20Tokens    | Внеальбомный сингл | Сингл      | 2021 |
| «Blade»    | 20Tokens    | Внеальбомный сингл | Сингл      | 2021 |
| «По кругу» | Йорш        | «Уже не тот»       | Сборник    | 2022 |

### Клипы
- 2020 — «Без резинки»
- 2020 — «Тяночка»
- 2021 — «Больше жира»
- 2021 — «Как я встретил вашу маму» (совместно с 20Tokens)
- 2021 — «Инструктор из НАТО» (совместно с Marry Me, Bellamy)
- 2021 — «Лисий-кисий»
- 2023 — «Добро пожаловать на бал»
- 2023 — «Большой» (совместно с Братишкиным)
- 2023 — «Slayer»
- 2023 — «Волшебник»
- 2024 — «Добро пожаловать в эскорт»
- 2024 — «Альтушка»
- 2024 — «Отец»
- 2024 — «Эй, сатана, убирайся вон!»
- 2024 — «Бум бум бум» (совместно с Фросей)
- 2024 — «В ротик или на животик?»

## Концертные туры
- 2021 — «Sexmetal Tour»
- 2022 — «Toxic Tour»
- 2022 — «Осенний тур 22»
- 2023 — «Добро пожаловать на бал»
- 2023 — «Осенний тур 23»
- 2024 — «Next Level Tour»
- 2024 — «Летний анплагд тур»
- 2024 — «Guilty Pleasure Tour»
- 2025 — «5 Years of Sexmetal»